# Федько Олексій Федорович
Олексій Федорович Федько (нар. 11 листопада 1952, Басівка Сумська область), — скульптор, художник, член Національної спілки художників України.

## Біографія
Олексій Федорович Федько народився 11 листопада 1952 року в селянській родині села Басівка Роменського району Сумської області. Мати працювала ланковою рільничої бригади, а вечорами вишивала. Батько любив майструвати. Олексій закінчив Гаївську восьмирічну школу, Басівську середню школу. Художню освіту отримав у Київському державному художньому інституті, який закінчив у 1991 році. Педагоги з фаху — А. Чебикін, М. Попов, В. Шостя. Олексій Федорович працює в різних техніках. Живописець, графік. У Ромнах більше відомий як автор пам'ятника Свині та фонтану «Відродження». Насправді багата його творча спадщина. В Ромнах встановлено пам'ятник «Свіча пам'яті», виконаний скульптором до скорботних днів пам'яті жертв Голодомору.

## Робота скульптора
Олексій Федько володіє навичками роботи з монолітом. Використовує цемент і воду, як є активні складові бетону — у результаті реакції між ними утворюється цементний камінь, що скріплює зерна заповнювачів у єдиний моноліт. Доки матеріал вологий, скульптор різцем знімає зайві пласти, відшліфовує кожну деталь. Робота скульптора нелегка, та Федько працює впевнено. Щоразу перед його очима знаходиться малюнок-креслення та глиняна модель.

## Опис робіт
Картини Олексія Федька вирізняються рішучими мазками, дивовижною експресією, добором сюжетів. Квіти — то особлива тема в його творчості. На багатьох картинах зображено околиці села. Коли Федько пише про село, в нього постають дитячі враження. Він пише стежку, яка веде до копиці сіна. Сільська вулиця вщерть засипана снігом. Білі кольори урочисті і святкові. Палітра зими викликає асоціації з ясними, холодними тонами. Не тільки температура за вікном здається холодною, але і фарби також холодні. Зліва низка беріз по обидва боки паркану, вони найживіші на пустинній вулиці. Майстерне виконання зимового пейзажу захоплююче, заколисуюче. Ось-ось хтось вийде на вулицю: зашумить, заговорить. Дивлячись на таку картину, сповнюєшся красою морозного ранку. На іншій картині білі хатини присипані снігом, немов схилилися від тягару чи від часу. Невеликі вікна не прикриті віконницями. Сніг аж синій. Живопис О. Ф. Федька пізнається за досконалістю, декоративністю та композиційною ясністю.
У 2000 році під час проведення в Ромнах Першого всеукраїнського гумористичного фестивалю «Любителів сала» в одному з найстаріших парків України — Роменському на пожертви громадськості був відкритий перший в Україні та Східній Європі пам'ятник Свині, що відтоді став своєрідним символом міста, місцем зустрічі роменців. Автором пам'ятника Свині є Олексій Федорович Федько.
На вулиці Дудіна, поблизу центрального кладовища, встановлено пам'ятник Жертвам Голодомору в Україні 1932—1933 рр..Його було відкрито у День пам'яті жертв голодомору та політичних репресій 22 листопада 2008 року. Автор пам'ятнику — скульптор і художник Олексій Федько. Встановлення пам'ятника здійснювалось головним художником міста Ромни — Ларисою Зеленою.

## Твори
- 2000 — пам'ятник Свині
- 2001 — картина «Тюльпани»
- 2001 — картина «Осінній багрянець»
- 2003 — картина «Зимовий двір»
- 2005 — картина «Березень»
- 2008 — пам'ятник Жертвам Голодомору в Україні 1932—1933 роках

## Досягнення
З 2006 року Олексій Федорович — член Національної спілки художників України.
Відбулись персональні виставки в Києві, Ромнах. Роботи О. Ф. Федьказнаходяться у приватних колекціях в Україні, в Америці, в Росії, в Угорщині.